# 2010년 동계 올림픽 노르딕복합 남자 20km 라지힐 단체전
2010년 동계 올림픽의 노르딕 복합 라지힐/4 x 5 km 단체전은 휘슬러 올림픽 공원에서 2010년 2월 23일에 열렸다.

## 결과

### 스키 점프
각 팀의 4명이 한 번씩 스키 점프를 하며 스키 점프 종목과 동일한 규칙을 사용한다. 스키 점프를 해서 얻는 점수 1점당 크로스 컨트리 종목을 할 때 1.33초씩 차이가 나게 된다.(크로스 컨트리에서 1분은 스키 점프의 45점에 해당된다.) 토리노에서 열린 전 대회에서는 1점당 1초씩 차이가 나도록 했다. PST 기준으로 09:00에 스키점프 연습을 시작했고 10:00에 본선을 시작했다. 아래의 표의 '차이'란 이후에 진행될 크로스컨트리 종목의 순번 및 시간 차이를 스키 점프의 점수로 수치화 놓은 것을 뜻한다.
| 순위 | 출발 순서 | 국가                                                                               | 거리 (m)                | 점수                          | 차이 |
| ---- | --------- | ---------------------------------------------------------------------------------- | ----------------------- | ----------------------------- | ---- |
| 1    | 5         | 핀란드 · 얀네 뤼네넨 · 야코 탈루스 · 한누 만니넨 · 안시 코이부란타                 | 138.5 129.5 130.0 136.0 | 507.0 134.2 120.3 120.5 132.0 | 0:00 |
| 2    | 6         | 미국 · 브렛 카메로타 · 토드 로드윅 · 빌 데몽 · 쟈니 스필레인                       | 133.5 136.5 131.5 134.0 | 505.8 122.3 132.2 123.8 127.5 | 0:02 |
| 3    | 10        | 오스트리아 · 마리오 스테셔 · 다비트 크라이너 · 베른하르트 그루버 · 펠릭스 고트발트 | 130.5 126.5 136.0 125.0 | 479.9 121.7 114.7 131.0 112.5 | 0:36 |
| 4    | 2         | 일본 · 다카하시 다이토 · 와타베 아키토 · 고바야시 노리히토 · 가토 다이헤이         | 136.5 125.0 124.0 132.5 | 475.9 132.2 112.0 110.0 121.7 | 0:41 |
| 5    | 8         | 프랑스 · 프랑수아 베로 · 세바스티앙 라크루아 · 막심 라후트 · 자송 라미 샤퓌        | 128.5 123.5 128.5 135.0 | 474.7 117.7 110.3 117.7 129.0 | 0:43 |
| 6    | 9         | 독일 · 티노 에델만 · 요하네스 리제크 · 비요른 키르히아이젠 · 에릭 프렌첼           | 123.0 129.0 132.0 129.5 | 473.3 109.0 119.0 124.5 120.8 | 0:45 |
| 7    | 7         | 노르웨이 · 에스펜 리안 · 얀 슈미드 · 망누스 모안 · 페테르 L. 탄데                  | 128.0 121.5 131.5       | 468.4 117.0 105.8 122.8       | 0:51 |
| 8    | 4         | 체코 · 알레스 보드세달레크 · 미로슬라프 드보르자크 · 토마스 슬라비크 · 파벨 추라비 | 123.0 124.0 125.5 132.0 | 457.3 109.0 110.5 113.3 124.5 | 1:06 |
| 9    | 1         | 스위스 · 팀 훅 · 세피 허슐러 · 토미 슈미트 · 로니 히어                             | 123.5 121.0 131.5 117.0 | 436.6 110.3 105.0 122.8 98.5  | 1:34 |
| 10   | 3         | 이탈리아 · 루카스 룽갈디에르 · 아르민 바우에르 · 주세페 미키엘리 · 알레산드로 피틴 | 126.5 114.0 112.5 122.5 | 402.6 113.7 92.0 89.7 107.2   | 2:19 |

### 크로스 컨트리
스키점프에서 1점 차이가 날 때마다 크로스 컨트리에서는 출발이 1.33초씩 늦어지게 되자크로스컨트리 4 x 5km 경기의 시작은 혼란스러웠다. 이 말은 가장 먼저 크로스컨트리에서 가장 먼저 결승선을 통과하는 자가 우승을 한 다는 뜻이기도 하다. 이번 경기의 크로스 컨트리 경기는 PST 기준으로 같은 날 14:00에 열렸다. 크로스컨트리에서 먼저 출발한 세 팀은 핀란드(7위로 경기를 마침), 미국, 오스트리아였다. 경기를 5위로 마무리한 노르웨이는 슈미드가 첫 번째 주자 경기를 할 때 열 팀 중 가장 빠른 기록을 세워서 그의 팀을 7위에서 6위로 상승시켰으며 이 때 상위 세 팀은 미국, 핀란드, 오스트리아로 바뀌었다. 오스트리아의 다비트 크라이너는 두 번째 주자 경기를 할 때 전(全) 크로스컨트리 주자 중에서 가장 빠른 기록을 세우서 오스트리아를 3위에서 2위로 끌어올렸으며 이 때 상위 세 팀은 미국, 오스트리아, 프랑스(4위로 경기를 맞침)로 또다시 바뀌었다. 크라이너의 팀메이트인 펠릭스 고트발트는 세 번째 주자 경기를 할 때 가장 빠른 기록을 세워서 미국의 조니 스필레인을 끌어내고 1위로 올라섰다. 독일의 에릭 프렌첼 또한 좋은 활약을 보여주며 프랑스의 세 번째 주자인 세카스티앙 라크루아를 밀어내고 3위로 올라섰다. 미국의 마지막 주자인 빌 데몽은 마지막 내리막에서 미끄러지기 전까지 오스트리아의 마리오 스테셔와의 격차를 14.1초나 줄였다. 스테셔는 이 종목에서 오스트리아가 두 번째 금메달을 따도록 하기 위해 앞으로 전진했다. 결국 오스트리아는 1위를 차지했으며 이 때의 오스트리아 선수단 중에서 베른하르트 그루버는 미카엘 그루버 대신에, 크라이너는 빌러 대신에 들어왔다. 09 세계 선수권 대회 우승을 차지한 일본은 미나토 대신에 다카하시가 출전했으나 6위라는 실망스러운 성적을 냈다. 독일은 리제크가 헤티히 대신 들어왔고 3위를 차지했다. 그루버, 크라이너, 카메로타, 로드윅, 데몽, 리제크, 에델만, 프렌첼에게는 이것이 첫 번째 올림픽 메달이다. 5.2초 차로 오스트리아가 미국을 이긴 것은 캘거리에서 열린 1988년 대회에서 서독이 스위스를 3.4초 차이로 이긴 후에 가장 간발의 차로 이긴 것이기도 하다.
| 순위 | 출발 순서 | 국가                                                                               | 출발 | 시간                                    | 순위 | 차이    |
| ---- | --------- | ---------------------------------------------------------------------------------- | ---- | --------------------------------------- | ---- | ------- |
| 1    | 3         | 오스트리아 · 베른하르트 그루버 · 다비트 크라이너 · 펠릭스 고트발트 · 마리오 스테셔 | 0:36 | 48:55.6 11:57.7 11:49.0 12:04.3 13:04.6 | 1    | 0.0     |
| 2    | 2         | 미국 · 브렛 카메로타 · 토드 로드윅 · 쟈니 스필레인 · 빌 데몽                       | 0:02 | 49:34.8 12:28.0 11:52.3 12:18.8 12:55.7 | 4    | +5.2    |
| 3    | 6         | 독일 · 요하네스 리제크 · 티노 에델만 · 에릭 프렌첼 · 비요른 키르히아이젠           | 0:45 | 49:06.1 11:56.2 11:58.0 12:13.6 12:58.3 | 2    | +19.5   |
| 4    | 5         | 프랑스 · 막심 라후트 · 프랑수아 베로 · 세바스티앙 라크루아 · 자송 라미 샤퓌        | 0:43 | 49:28.4 11:53.3 12:02.3 12:34.7 12:58.1 | 3    | +39.8   |
| 5    | 7         | 노르웨이 · 얀 슈미드 · 에스펜 리안 · 페테르 L. 탄데 · 망누스 모안                  | 0:51 | 49:34.9 11:51.4 12:13.5 12:32.9 12:57.1 | 5    | +54.3   |
| 6    | 4         | 일본 · 가토 다이헤이 · 다카하시 다이토 · 와타베 아키토 · 고바야시 노리히토         | 0:41 | 50:04.8 12:01.8 12:07.3 12:38.3 13:17.4 | 6    | +1:14.2 |
| 7    | 1         | 핀란드 · 얀네 뤼네넨 · 야코 탈루스 · 안시 코이부란타 · 한누 만니넨                 | 0:00 | 51:53.1 12:32.6 12:46.8 13:12.9 13:20.8 | 8    | +2:21.5 |
| 8    | 8         | 체코 · 알레스 보드세달레크 · 미로슬라프 드보르자크 · 토마스 슬라비크 · 파벨 추라비 | 1:06 | 51:44.2 12:51.5 12:10.8 13:08.1 13:33.8 | 7    | +3:18.6 |
| 9    | 9         | 스위스 · 세피 허슐러 · 팀 훅 · 토미 슈미트 · 로니 히어                             | 1:34 | 52:15.8 12:02.2 12:31.7 13:38.8 14:03.1 | 10   | +4:18.2 |
| 10   | 10        | 이탈리아 · 알레산드로 피틴 · 주세페 미키엘리 · 루카스 룽갈디에르 · 아르민 바우에르 | 2:19 | 51:55.5 12:07.8 12:20.2 13:27.5 14:00.0 | 9    | +4:42.9 |